# Spolek pro chemickou a hutní výrobu
SPOLCHEMIE – Spolek pro chemickou a hutní výrobu, akciová společnost je česká výrobní chemická firma sídlící v Ústí nad Labem. Je nejstarším nepřetržitě fungujícím chemickým závodem v Evropě. Patří mezi přední výrobce syntetických pryskyřic v Evropě a její základní sortiment tvoří epoxidové a alkydové pryskyřice, tvrdidla a rozpouštědla, louhy a anorganické speciality (hydroxid sodný a draselný, chlor, epichlorhydrin, allylchlorid ad.). Výrobky nachází uplatnění v automotive, stavebnictví, energetice, elektronice, farmacii a mnoha dalších oborech. Součástí společnosti jsou dvě vlastní výzkumná centra (v Ústí nad Labem a Synpo v Pardubicích). V posledních dvaceti letech firma spustila pět nových provozů, mimo jiné i novou membránovou elektrolýzu, která nahradila starou rtuťovou technologii. V současnosti[kdy?] se připravuje výroba unikátních prekurzorů pro 4. generaci F-plynů, které jsou zcela bezpečné pro ozonovou vrstvu. Spolchemie se tak stále více profiluje jako producent udržitelných řešení a šetrné technologie. Aktivity v oblasti udržitelnosti a ESG probojovaly společnost mezi 5 % nejlepších společností na světě (a mezi 2 % nejlepších v chemickém sektoru) v hodnocení EcoVadis, které hodnotí více než 130 000 společností po celém světě. Dlouhodobě společnost patří mezi důležité české exportéry a řadí se mezi největší exportéry v Ústeckém kraji. V roce 2023 a 2024 ji žebříček Česká Elita zařadil mezi 100 nejhodnotnějších českých firem.

## Historie
Za počátek historie firmy se považuje rok 1856, kdy bylo v paláci knížete Schwarzenberga ve Vídni, centru tehdejšího Rakouského císařství, rozhodnuto o založení akciové společnosti s názvem Rakouský spolek pro chemickou a hutní výrobu (německy Österreichischer Verein für Chemische und Metallurgische Produktion). Během jediného roku byla na zakoupených pozemcích za branami Ústí nad Labem, v té době provinčního městečka na úpatí Krušných hor, zahájena výroba chemických produktů. Založení „Spolku“ se ukázalo jako významné pro pozdější budování struktury českého chemického průmyslu a pro rozvoj samotného města Ústí nad Labem. Spolek pro chemickou a hutní výrobu zahájil svou dráhu jako podnik s velkým akciovým kapitálem a s velkými aspiracemi.
Jedním z prvních ředitelů Spolku byl Dr. Max Schaffner. Za dobu svého působení v ředitelských postech a v postavení prezidenta správní rady a jako vážený chemický odborník přivedl do konce 19. století ústecký Spolek k nebývalému rozmachu. Dodnes je jeho jméno spojováno s nejvýznamnějšími zásluhami o rozvoj Spolku.
Spolek byl velice aktivní v zavádění nových chemických technologií. Na konci 19. století se Spolek spojil s firmou Solvay. Mezinárodní koncern Spolek - Solvay pak ovládal od poloviny 80. let chemický průmysl v tehdejší rakouskouherské monarchii a vznikaly i další společné podniky tohoto seskupení. Díky svým technologiím pronikal Spolek i do Německa. V letech první světové války byl Spolek bezkonkurenčně nejsilnějším chemickým podnikem ve střední Evropě a dividenda v tomto období neklesla pod 20 %.
Politické změny po roce 1918 spojené se vznikem samostatného Československa a povinnou nostrifikací společnosti měly mimo jiné za důsledek nástup vlivu Živnobanky, která byla až do zániku akciové společnosti důležitým vlastníkem Spolku. Od roku 1920 byl změněn název společnosti na Spolek pro chemickou a hutní výrobu (bez přívlastku 'rakouský').

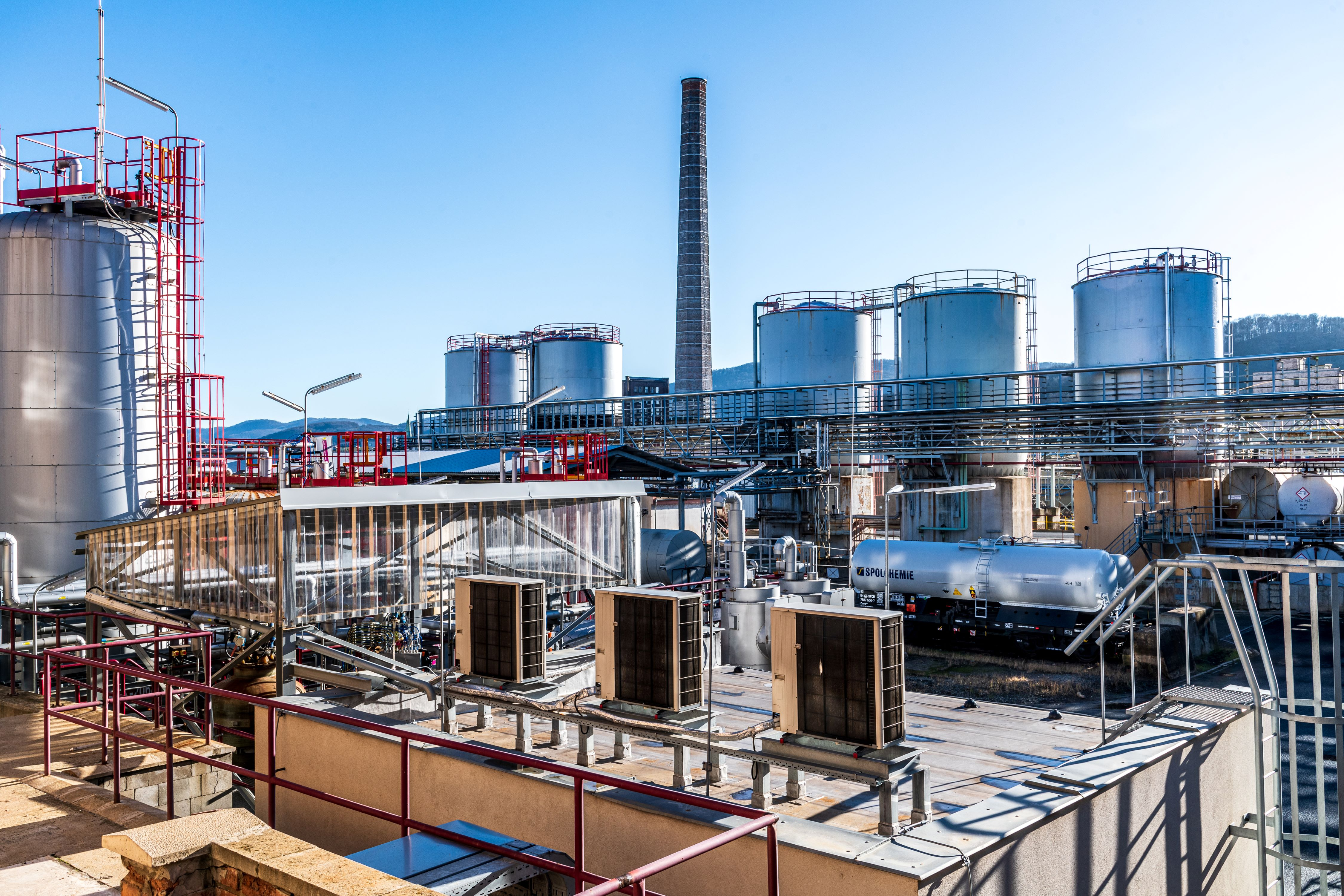
Pohled na část areálu společnosti SPOLCHEMIE 2024

Spolek tak byl v období od roku 1918 až do 40. let silnou kapitálovou společností a v určitém období zcela ovládal většinu československé chemie. Spolek spolupracoval s koncernem Solvay a dále s firmami Ciba, Carbo Union a dalšími. Spolek měl například v roce 1938 přímou kapitálovou účast ve 46 společnostech, z toho majoritní účast ve 30 společnostech, účastnil se na podnikání nebo přímo ovládal jak výrobní společnosti, tak společnosti prodejní a správní a to v tuzemsku i v zahraničí.
Spolek rychle reagoval na technické novinky i objevy a to mu umožnilo společně s růstem prestiže pronikat do příbuzných odvětví a posilovat se finančně natolik, že sám zakládal nové aktivity nebo prostřednictvím akvizic do dalších a nových závodů a odvětví vstupoval. Profilovaly se výrobní obory v anorganické chemii, která byla nosným oborem od samých počátků existence Spolku. Dále v chemii organických barviv vznikala vertikální výrobní propojení od těžby surovin až po výrobu a odbyt speciálních produktů a výrobků. Anorganika a barviva spolu s později vzniklým oborem syntetických pryskyřic (50. léta 20. století) sehrávají rozhodující roli pro Spolek do dnešních dnů.
Jak Spolek mohutněl, zvětšovala se jeho důležitost i pro město Ústí nad Labem samotné. Ústí se rozrůstalo právě díky Spolku a být zaměstnancem Spolku znamenalo též sociální jistotu a zázemí spojené s firemní hrdostí.
Aktivity Spolku prorůstaly ve 20. a 30. letech celým českým průmyslem. Spolek stál prakticky u zrodu základní struktury dnešní české chemie. Součástí Spolku byly například chemické závody v Neštěmicích, v Hrušově, v Sokolově, v Ostravě. Snaha Spolku přenést některé své výroby z Ústí nad Labem ve 30. letech do vnitrozemí dala vznik dnešní firmě Spolana v Neratovicích (amalgámová elektrolýza) a Synthesia v Pardubicích-Rybitví (organická barviva). Během druhé světové války patřily závody v Ústí a Falknově (Sokolově) k německému koncernu I.G. Farbenindustrie. Při bombardování města v roce 1945 byla zničena podstatná část výroby.
Po válce prošla firma rozsáhlými delimitačními a znárodňovacími operacemi, které majetek velkého Spolku rozdrobovaly z původního silného vertikálně orientovaného koncernu na dílčí chemické podniky v republice. Od konce 40. let do konce 80. let 20. století je pomyslná kronika Spolku popsána rukopisem státní byrokracie a dřívější silné postavení firmy bylo zničeno. Do struktury národního podniku Spolek pro chemickou a hutní výrobu byly střídavě v té době začleňovány různé odloučené závody. Spolek samotný byl součástí tzv. výrobní hospodářské jednotky UNICHEM, z níž se vydělil a osamostatnil jako státní podnik v roce 1989.
Akciovou společnosti se firma znovu stala až v prosinci 1990 a následně byla privatizována. Privatizace byla dokončena v roce 1994 a v roce 1995 proběhla první novodobá valná hromada akcionářů.
V roce 2005 získala společnost Via Chem Group na základě dohody se společností Fores od České konsolidační agentury 39 % akcií Spolchemie. Oznámila jednání ve schodě s akcionářem Maxima pojišťovna a učinila povinnou nabídku převzetí, po které podíl Via Chem Group ve Spolchemii vzrostl na 62,6 %. V roce 2008 Spolchemie koupila podíly ve společnostech Oleochem, STZ, Infraspol a CAMPA AG. Pořizovací cena podílů v těchto čtyřech společnostech činila k 31. prosinci 543 milionů korun, o rok později byly tyto podíly přeceněny na nulu. Oleochem byl v listopadu 2014 prodán panamské společnosti Credito Bohemia.
Insolvence majoritního akcionáře firmy Via Chem s dvoumiliardovými dluhy skončila zdárně ukončeným reorganizačním plánem v listopadu 2019. Plán posvětil soud, insolvenční správce i věřitelé a počítal s tím, že všichni věřitelé odepíší polovinu z hodnoty svých pohledávek. Následně si mohli vybrat, zda je dlužník vyplatí přímo, nebo pohledávky překlopí do akcií Via Chem Group. Pohledávky, včetně kontroverzních dluhopisů, které získali investoři přes Key Investmens, vykoupila firma AB Credit ze skupiny Kaprain finančníka Karla Pražáka. Ta se tak stala de facto ovládající firmou s většinovým podílem. 
V únoru 2020 získala nad firmou kontrolu firma AB-Credit ze skupiny Kaprain, což posvětil antimonopolní úřad. 
Během koronavirové krize v roce 2020 firma nezastavila výrobu, i kvůli tomu, že jako jediná firma v ČR vyrábí chlor, který je hlavní látkou nutnou k výrobě řadě sanitačních prostředků. Vedle toho firma také vyrobila tisíce litrů dezinfekce, které distribuovala za režijní náklady městu a kraji. 
V roce 2021 skupina KAPRAIN získala 100% podíl ve SPOLCHEMII. V roce 2023 a 2024 ji Žebříček Seznam zprávy zařadil mezi 100 nejhodnotnějších českých firem.

## Průmyslová železnice
Celým areálem firmy procházela od konce 19. stol. průmyslová úzkorozchodná železnice o rozchodu 565 mm. Od roku 1908 zajišťovaly provoz elektrické lokomotivy napájené z trolejového vedení 220 V ss. Od konce 60.let 20. století byl její provoz postupně utlumován a nahrazován silniční dopravou, až byl roku 2009 zcela ukončen.

## Dopady na životní prostředí

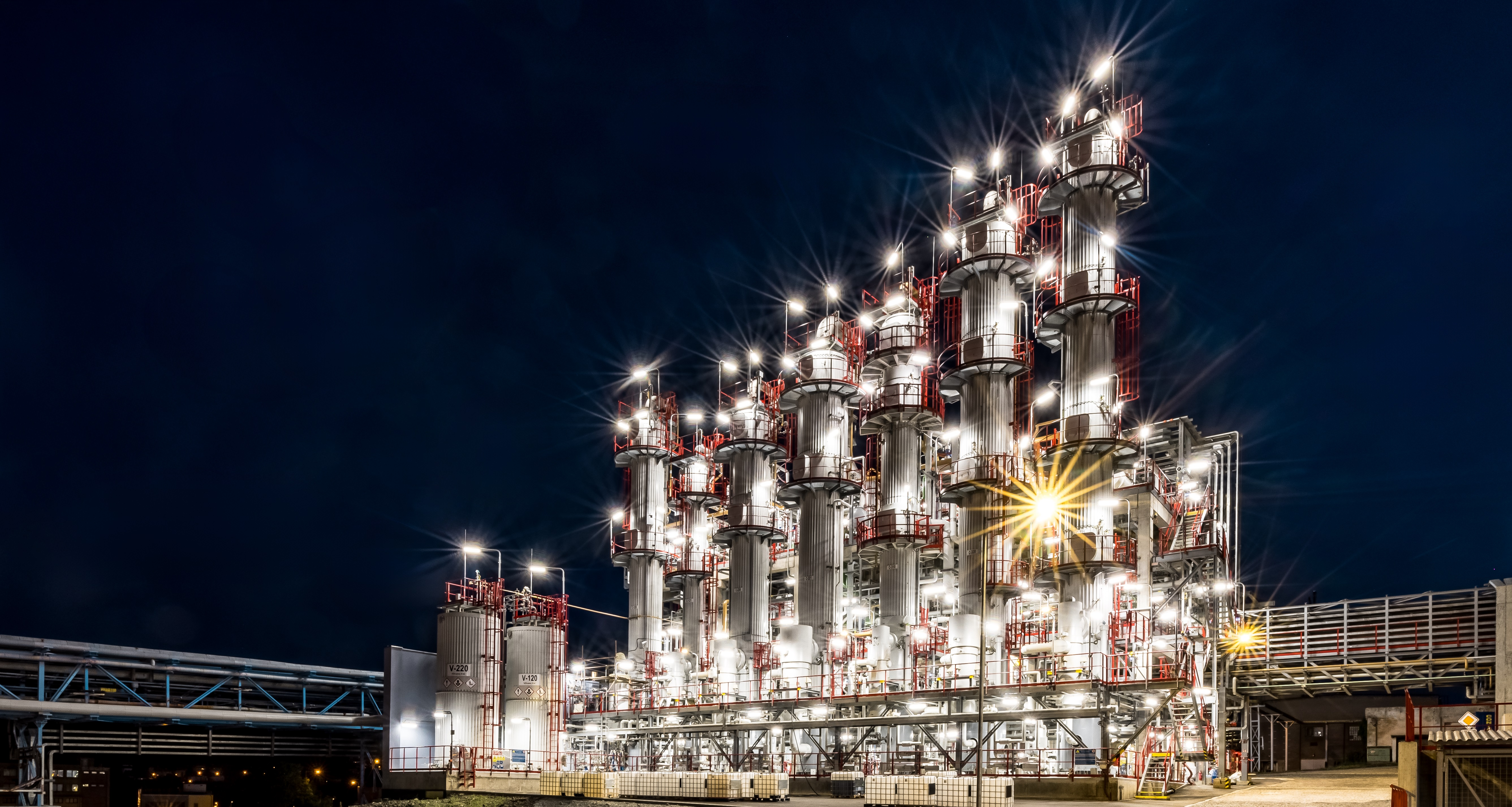
Foto z provozu SPOLCHEMIE 2024

V důsledku dlouholeté chemické výroby je areál podniku kontaminován řadou nebezpečných chemických látek. Organizace Greenpeace upozornila nejvíce na rtuť, která se požívala dříve při výrobě chlóru tzv. amalgamovou elektrolýzou s grafitovými elektrodami. Tato technologie je považována na základě zkušeností ze zahraničí i ze Spolany Neratovice za jeden z významných zdrojů dioxinů. V roce 2017 byla v souladu s evropskou legislativou rtuťová výroba zcela ukončena a nahrazena nejmodernější membránovou technologií. Jednalo se o největší investici v novodobé historii[kdy?] firmy ve výši 1,9 miliardy korun.
V novodobé historii[kdy?] se firmě daří výrazně snižovat dopady své výroby na životní prostředí. Od roku 2009 do 2018 snížila firma své emise do ovzduší o více než 65 %. Nejvýraznějšího zlepšení se dočkaly parametry emisí oxidu síry, tuhých znečišťujících látek a díky spuštění nové ekologické membránové elektrolýzy i rtuti a chloru. Celková spotřeba energií firmy, ať již jde o elektřinu, zemní plyn či teplo, úzce souvisí s celkovým objemem výroby. I přes navýšení výroby nicméně chemička pokračovala v trendu snižování energetické náročnosti, kdy například od roku 2013 specifická spotřeba energií klesla o více než 13 %.
Od roku 2021 má společnost smluvené dodávky bezemisní energie, která pochází z českých jaderných elektráren. Cílem je, aby celý proces výroby poháněla čistá energie bez emisí skleníkových plynů.
Spolchemie vyvinula ve svém oddělení výzkumu a vývoje látku, která přispěje ke globálnímu snížení skleníkových plynů. Jedná se o takzvané prekurzory, tedy chemikálie určené pro výrobu nové generace F-plynů, používaných jako chladiva a nadouvadla. Ta jsou na rozdíl od svých předchůdců zcela bezpečná pro ozónovou vrstvu a tyto plyny mají nízký dopad na globální oteplování. Vedle toho bude jejich výroba znamenat nižší množství skladovaného chloru v areálu firmy.
Vodík, který Spolchemie vyrábí ve své nové membránové elektrolýze jako vedlejší produkt, lze využít pro pohon dopravních prostředků. V plánu byla spolupráce na zásobování městských autobusů v Ústí nad Labem. Plnička vodíku by mohla být přístupná i veřejnosti. Projekt zatím ale nebyl realizován.
Organizace Greenpeace v rámci svých aktivit zadala r. 2005 také laboratorní analýzy vody a sedimentů řeky Bíliny, kam Spolchemie vypouštěla odpadní vody. Testy prokázaly např. toluen, xyleny, benzen, ethylbenzen, tetrachlorethylen), včetně perzistentních organických látek jako DDT, heptachlor, hexachlorbenzen, lindan, methoxychlor.[zdroj?]
Jako vedlejší produkt výroby perchlorethylenu či trichlorethylenu a elektrolytické výroby chlóru vznikal hexachlorbenzen. V případě Spolchemie šlo o množství několika stovek kilogramů tzv. hexazbytků ročně (2006). V minulosti šlo o mnohem větší množství a po desetiletí byly tyto odpady ukládány na skládku v Chabařovicích.
Kontaminaci areálu Spolchemie byl věnován jeden díl publicistického cyklu Nedej se, který odvysílala Česká televize 15. listopadu 2005.
Spolchemie v posledních dvaceti letech aktivně snižuje svůj dopad na životní prostředí, ať už jde o nakládání s odpady, emisemi do vzduchu nebo do vody.  Jde především o investice do modernizace provozů a technologií a eliminaci vlivů průmyslové výroby, vývoj a výrobu ekologicky šetrných produktů (nová, patentovaná výroba epichlorhydrinu a epoxidové pryskyřice), využívání obnovitelných zdrojů (glycerin), snižování spotřeby fosilních zdrojů (ropa) a energií v rámci výroby a snižování uhlíkové stopy (redukce emisí skleníkových plynů). Díky tomu od 90. let obhajuje renomovaný certifikát Responsible Care a v roce 2017 získala zlatou medaili v mezinárodním systému posuzování udržitelnosti EcoVadis. Aktivity v oblasti udržitelnosti a ESG probojovaly společnost v roce 2024 mezi 5 % nejlepších společností na světě (a mezi 2 % nejlepších v chemickém sektoru) v tomto uznávaném žebříčku, který hodnotí více než 130 000 společností po celém světě. V říjnu 2024 za své aktivity v oblasti udržitelnosti Spolchemie obdržela prestižní Cenu udržitelného rozvoje od Svazu chemického průmyslu.
Od roku 2003 běžel projekt likvidace ekologických zátěží ve SPOLCHEMII. Během prvních dvou let se dekontaminovala zemina a stavební materiály, do konce roku 2008 podzemní voda a teď se ještě likviduje rtuť, uniklá do podzemí. Sanace skončila v roce 2015 a je považována za jednu z největších podobných akcí v regionu.
Všechna nová zařízení jsou spouštěna do provozu s nejvyššími nároky na bezpečnost a udržitelnost a jsou BAT. SPOLCHEMIE má rovněž od roku 1997 zavedený efektivní systém řízení, který zahrnuje aplikaci mezinárodních norem ISO 9001 (management kvality), ISO 14001 (environmentální management) a ISO 45001 (bezpečnost a ochrana zdraví při práci), nově pak také ISO 50001 (energetický management). Systém je certifikován nezávislou certifikační organizací TÜV Nord.

## Výroba
Spolchemie vyvíjí, vyrábí a prodává široké portfolio inovativních syntetických pryskyřic a dalších produktů, které jsou používány v různých průmyslových odvětvích od práškových nátěrových hmot přes antikorozní ochranu, kompozity, elektroprůmysl a adheziva až po větrné elektrárny a stavebnictví.
- EnviPOXY® epoxidová pryskyřice s 28% obsahem bio-uhlíku, vyrobená na základě vlastní vyvinuté technologie, ideální pro bio-kompozity
- CHS-EPOXY® tekuté epoxidové pryskyřice, pevné epoxidové pryskyřice, roztoky a jiné epoxidové deriváty
- TELALIT® tvrdidla pro epoxidy
- CHS-ALKYD® rozpouštědlové a vysokosušinové alkydové pryskyřice
- CHS-HYDROSPOL® vodou ředitelné alkydové pryskyřice
- CHS-EPODUR® a SADURIT® epoxidové finální systémy pro odlévání pro elektro transformátory a kompozity (prepregy, uhlíková vlákna, skleněná vlákna, aramid atd.)
- CHS-EPODUR® STONE český epoxidový systém pro kamínkový chodníček (neboli kamenný koberec) do exteriéru
- CHS-EPODUR® STONE GEL český epoxidový systém pro kamínkový chodníček pro interiéry, slouží k uzavření povrchu
- hydroxid sodný
- hydroxid draselný
- chlorové deriváty
- allylchlorid
- epichlorhydrin ad.